# Margaret Paston
Margaret Paston, també anomenada com a Margaret Mautby, (Norfolk, Anglaterra, 1423 - Anglaterra, 1484) fou una terratinent anglesa. Va heretar les terres del seu pare quan va morir el 1440 i també va gestionar les propietats del seu marit, John Paston, quan estava de viatge per negocis. Els seus èxits i les seves realitzacions es registren en les cartes que va escriure, principalment al seu marit, al llarg de la seva vida.